# Ljubić (Knić)
Ljubić (em cirílico: Љубић) é uma vila da Sérvia localizada no município de Knić, pertencente ao distrito de Šumadija, na região de Šumadija e Gruža. A sua população era de 385 habitantes segundo o censo de 2011.

## Demografia
| 1948 | 1953 | 1961 | 1971 | 1981 | 1991 | 2002 | 2011 |
| ---- | ---- | ---- | ---- | ---- | ---- | ---- | ---- |
| 557  | 559  | 537  | 504  | 456  | 442  | 385  | 385  |